# La Rippe
La Rippe är en ort och kommun i distriktet Nyon i kantonen Vaud, Schweiz. Kommunen har 1 205 invånare (2023).
Kommunen gränsar i söder och väster till Frankrike.